# Pottia macrophylla
Pottia macrophylla là một loài Rêu trong họ Pottiaceae. Loài này được (R. Br. bis) Sainsbury miêu tả khoa học đầu tiên năm 1952.